# ئی.اچ. کالورت
ئی. اچ. کالورت (انگلیسی: E. H. Calvert; ۲۷ ژوئن ۱۸۶۳ – ۵ اکتبر ۱۹۴۱) کارگردان فیلم و بازیگر سینما اهل ایالات متحده آمریکا بود.
از فیلم‌ها یا برنامه‌های تلویزیونی که وی در آن نقش داشته‌است می‌توان به جلوه عشق، مسیر اورگن اشاره کرد.